# Carilo de Esparta
Carilo de Esparta (en griego antiguo: Χαρίλαος) fue un legendario rey de Esparta, perteneciente a la dinastía de los Euripóntidas, que habría gobernado entre comienzos y mediados del siglo VIII a. C. Normalmente aparece como sucesor de su abuelo, el rey Eunomo, aunque Pausanias parece decir que fue su padre, Polidectes, quien gobernó antes que él. Carilo es posiblemente conocido especialmente por ser el pupilo del reformista espartano Licurgo. Durante su reinado, los espartanos habrían invadido Argólida. También se considera que las hostilidades con Tegea comenzaron a partir de su reinado. Fue sucedido en el trono por su hijo, el rey Nicandro de Esparta.